# Roberto González (compositor)
Roberto González (Alvarado, Veracruz; 24 de septiembre de 1952-Ciudad de México, 20 de mayo de 2021) fue un músico y compositor mexicano, parte del movimiento rupestre e intérprete de son jarocho.

## Biografía
Su familia se mudó de Veracruz a la Ciudad de México a principios de los años 60. Conoció a Jaime López en la Escuela Nacional Preparatoria 5 de la Universidad Nacional Autónoma de México (UNAM). Inició en los años setenta en el Colectivo de la Nueva Canción, un movimiento musical basado en el folk, la nueva trova y la emergencia de la canción tradicional latinoamericana. En dicho movimiento participaban Jaime López, Emilia Almazán, Arturo Cipriano, Salvador El Negro Ojeda, Cecilia Toussaint y Maru Enríquez, entre otros. Su primera presentación fue en la peña "El Nagual", en 1973.
Formó con Jaime López, Emilia Almazán y Guadalupe Sánchez, de manera efímera, el grupo Un Viejo Amor, del cual se derivó el disco Roberto y Jaime: sesiones con Emilia.[cita requerida]
A principios de los años 80 se integró al movimiento rupestre. Participaría en lo que fue el último concierto de Rodrigo González, el 18 de septiembre de 1985. Derivado de esa experiencia compondría la canción «Ánimas», célebre por su estribillo «mientras más tiempo pasa más te extraño, Rodrigo». De 1985 a 1986 formó parte de Real de Catorce.

## Discografía
- Lentejuelas (1982)
- Aquí (1988)
- Flor de poder (1991)
- Alvaraderías (2009)
- Madre Mesoamérica (2010)
- Por ahora (2011)

### En colaboración
- Un viejo amor (1979)
- Roberto y Jaime: sesiones con Emilia, con Jaime López y Emilia Almazán (1980)